# ريتشارد فوستر (مهندس معماري)
ريتشارد فوستر (بالإنجليزية: Richard Foster)‏ هو مهندس معماري أمريكي، ولد في 21 مارس 1919 في بيتسبرغ في الولايات المتحدة، وتوفي في 13 سبتمبر 2002 في ويلتون ‏ في الولايات المتحدة.